# William Schley

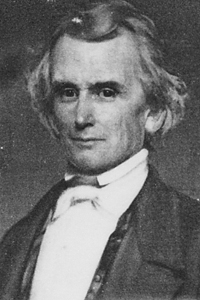
William Schley

William Schley (* 10. Dezember 1786 in Frederick, Maryland; † 20. November 1858 im Richmond County, Georgia) war ein US-amerikanischer Politiker und von 1835 bis 1837 Gouverneur des Bundesstaates Georgia, den er außerdem im Kongress vertrat.

## Frühe Jahre und politischer Aufstieg
Der deutschstämmige Schley kam schon als Kind mit seinen Eltern in das Jefferson County in Georgia. Er ging in Louisville und Augusta zur Schule, studierte Jura und wurde 1812 als Anwalt zugelassen. In den nächsten Jahren führte er eine Kanzlei in Augusta. 1825 wurde er Richter am Mittleren Bezirksgericht.
Seine politische Laufbahn begann 1830, als er in das Repräsentantenhaus von Georgia gewählt wurde. 1832 zog er für die Demokraten ins Repräsentantenhaus der Vereinigten Staaten ein. 1835 legte er dieses Mandat nieder, nachdem er zum Gouverneur von Georgia gewählt worden war.

## Gouverneur von Georgia
Seine Amtszeit war unter anderem von dem Konflikt um die Cherokee überschattet. Dieser Konflikt hatte zuvor schon seine Vorgänger Wilson Lumpkin und George Gilmer beschäftigt. In enger Zusammenarbeit mit General Winfield Scott ließ der Gouverneur vereinzelte Indianeraufstände niederschlagen und den Indian Removal Act durchführen. Die Cherokee wurden auf dem Pfad der Tränen in Richtung Oklahoma umgesiedelt. Schley war ein entschiedener Verfechter der Sklaverei in den Südstaaten. Vom Staat Maine verlangte er, allerdings vergeblich, die Auslieferung von Männern, die Sklaven aus Georgia zur Flucht nach Norden verholfen hatten. Schley setzte eine Belohnung von $ 5000 für die Verhaftung des Verlegers William Lloyd Garrison aus, der sich im Norden vehement für das Ende der Sklaverei einsetzte. Garrison wurde aber nie verhaftet.
Ansonsten setzte sich der Gouverneur für verschiedene innenpolitischen Projekte ein. Dazugehörten unter anderem staatliche Fürsorge für geistig Behinderte, die Einrichtung eines Obersten Gerichtshofs für Georgia, die Überarbeitung der Gesetze des Staates, die Verbesserung der Flussschifffahrt und die Unterstützung der Western and Atlantic Railroad, die als einzige Bahngesellschaft in Georgia mit öffentlichen Geldern gebaut wurde.

## Lebensabend und Tod
Bei der Wahl 1837 fehlten ihm nur 700 Stimmen zur Wiederwahl. Wahlsieger wurde Ex-Gouverneur Gilmer. Schley zog sich daraufhin in das Richmond County zurück, wo er sich in den folgenden 20 Jahren um seine Privatinteressen kümmerte. Zusammen mit seinen Brüdern betrieb er eine Baumwollspinnerei und eine Textilfabrik, die unter anderem auch Kleidung für Sklaven herstellte.  Die Betriebe waren ein wirtschaftlicher Erfolg. Schley starb am 20. November 1858 und wurde auf dem Familienfriedhof beigesetzt.
Schley war dreimal verheiratet. Mit seiner ersten Frau Charlotte Kirkley hatte er drei Kinder. 1822 heiratete er Elizabeth Sara Hargrove, mit der er ein Kind hatte. Nach ihrem Tod 1845 heiratete er Sophia Kerr. Außerdem war er Mitglied einer Freimaurerloge. Das Schley County in Georgia ist nach ihm benannt.